# 廢墟

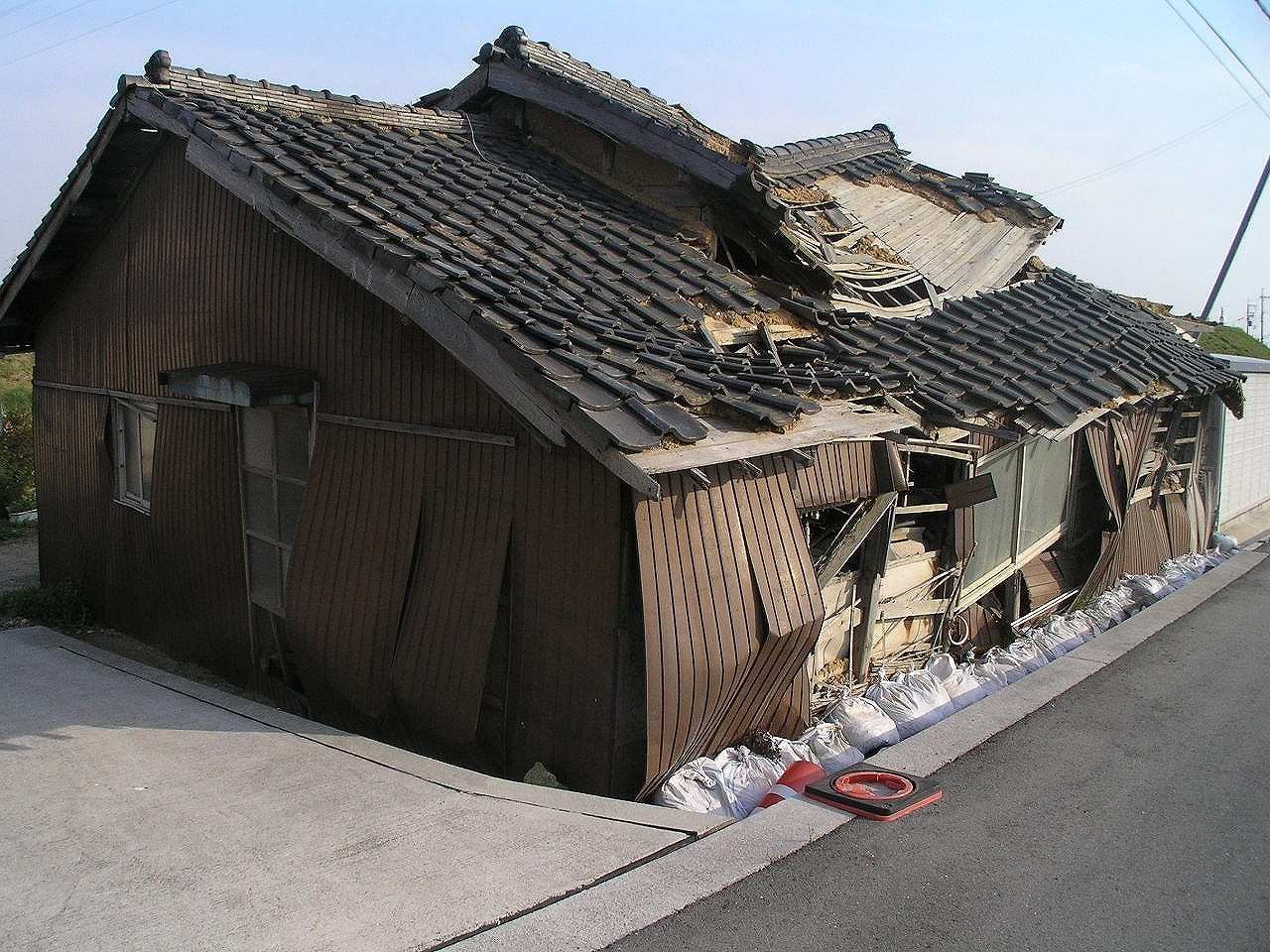
日本廢墟

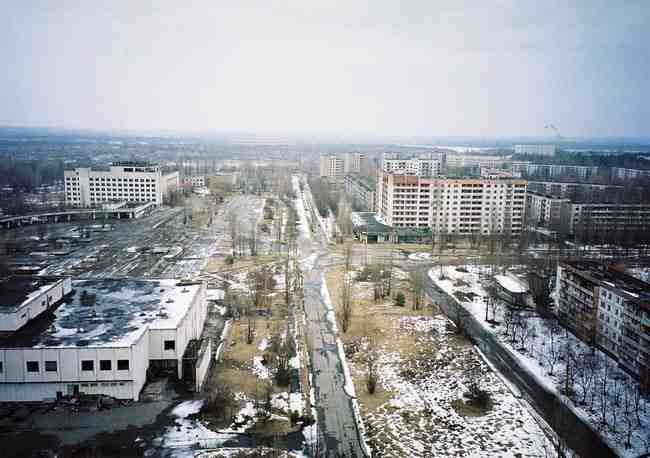
烏克蘭普里皮亚季

廢墟指文明建築物荒廢後的遺跡。該術語是指過去以前完好無損的建築結構，由於各種因素，如缺乏維護、人為破壞或自然災害、戰爭等破壞，隨著時間的推移導致建築陷入部分或全部失修狀態。造成廢墟的最常見原因是自然災害、武裝衝突和人口下降，隨著時間的推移，由於長期風化和清理，許多建築物逐漸廢棄。
世界各地都有著名的遺址，其中著名的遺址來自中國古代、印度河流域等地區，津巴布韋、古希臘、古羅馬、古埃及、印加和瑪雅遺址。廢墟對歷史學、考古學和人類學都很重要。一些廢墟被聯合國教科文組織選為世界遺產，並將它們視為理解人類價值的重要資產，應加以保存。

## 廢墟的種類
建築物在經過多年無人使用，也沒有修建的情況下，便容易成為廢墟。更有些建築物在一開始，就因為資金不足等問題停建，造成爛尾樓。此外，歷史古蹟也會因為沒有長久維修的緣故，變成廢墟。
基於人類對於廢墟散發出獨特荒涼感所催生的恐懼感，廢墟通常都與靈異故事扯上關係。

### 城市

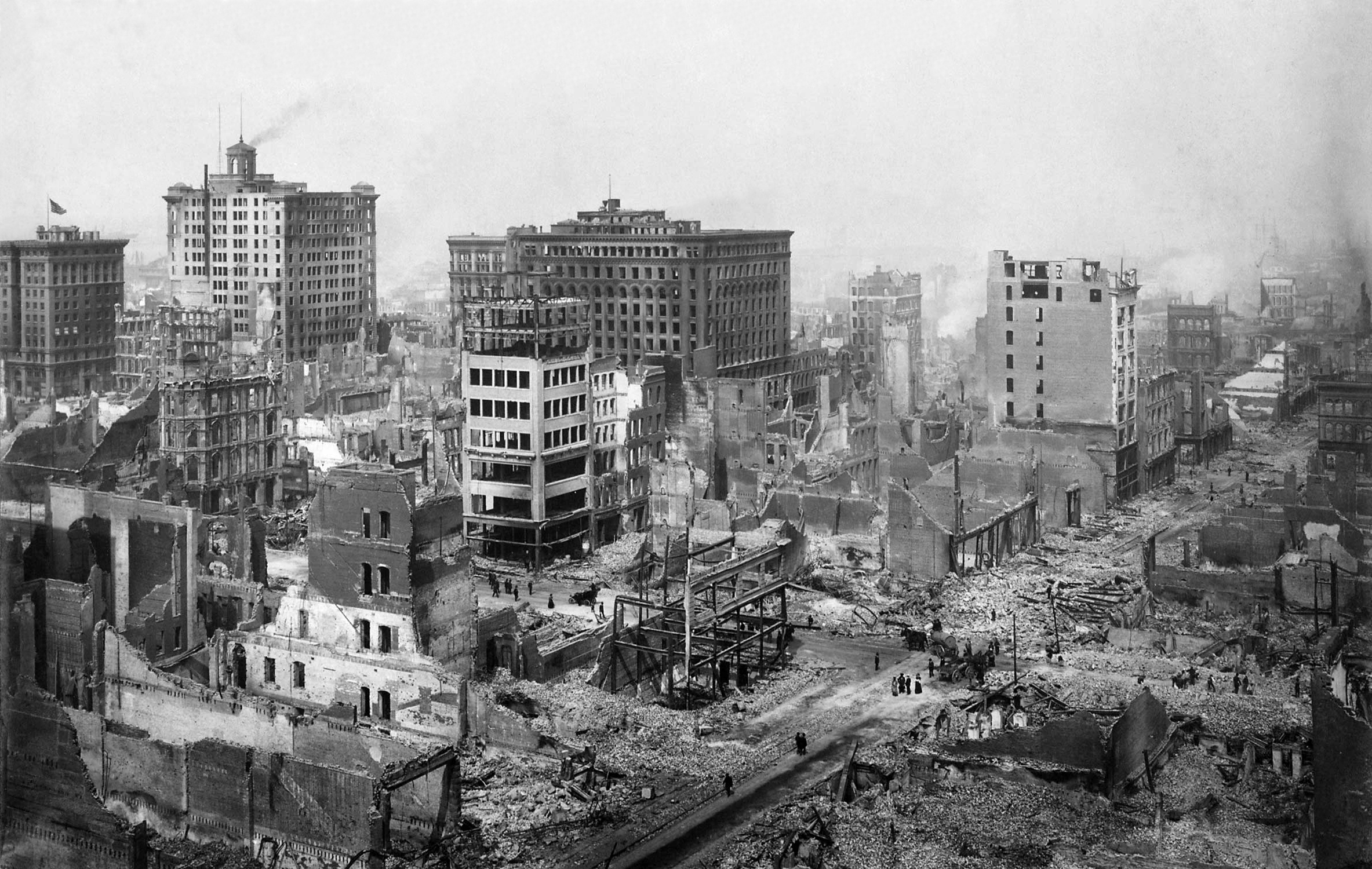
1906年舊金山大地震，地震後市中心的廢墟

古代城市經常因應防禦需求而高度軍事化，因此設有大量防禦性的定居點或要塞。在戰爭時期的過程，這些要塞將成是武裝衝突的中心焦點，會在失敗中遭到毀滅。印度首都德里歷經七至十次毀壞洗劫，隨後重建。每個統治者都決定以自己的方式建造這座城市，也許與廢墟重疊，或是靠近廢墟。德里七個城市的廢墟仍然可以在現代城市中找到。
雖然不是現代衝突的核心，但20世紀城市的大片地區，如華沙、德累斯頓、考文垂、斯大林格勒、柯尼斯堡、柏林、東京、廣島等城市，在經歷第二次世界大戰後受到空襲破壞後成為廢墟，當代，世界上的許多主要城市——如貝魯特、喀布爾、薩拉熱窩、格羅茲尼和巴格達也在戰爭的洗禮下部分或完全被毀。
整個城市也被毀壞的例子也相當多元，有些城市偶爾會因自然災害而完全消失。如現代意大利的古羅馬城市龐貝，在公元1世紀的一次維蘇威火山爆發被徹底摧毀，其廢墟現在被列為世界遺產。葡萄牙的里斯本也在1755年被一場大地震和海嘯徹底摧毀；1906年，美國舊金山也因為一場大地震使城市完全毀於一旦。

## 改善方法
1.將現有廢墟重建。例如北京的圓明園。
2.改建。

## 外部連結
- Robert Ginsberg, The Aesthetics of Ruins (New York/Amsterdam: Rodopi, 2004)
- Bibliography: Loss, Decay, Ending of Place （页面存档备份，存于）
- Macaulay, Rose, The Pleasure of Ruins
- Ruin Memories Project （页面存档备份，存于）